# Maksymilian Szwed
Maksymilian Szwed (Łódź, 6 de agosto de 2004) es un deportista polaco que compite en atletismo, especialista en las carreras de velocidad.
En los Juegos Europeos de Cracovia 2023 consiguió una medalla de plata en la prueba de 4 × 400 m mixto. Ganó una medalla de plata en el Campeonato Europeo de Atletismo en Pista Cubierta de 2025, en la prueba de 400 m.

## Palmarés internacional
| Juegos Europeos                      | Juegos Europeos          | Juegos Europeos  | Juegos Europeos |
| Año                                  | Lugar                    | Medalla          | Prueba          |
| ------------------------------------ | ------------------------ | ---------------- | --------------- |
| 2023                                 | Chorzów (Polonia)        | Medalla de plata | 4 × 400 m mixto |
| Campeonato Europeo en Pista Cubierta |                          |                  |                 |
| Año                                  | Lugar                    | Medalla          | Prueba          |
| 2025                                 | Apeldoorn (Países Bajos) | Medalla de plata | 400 m           |